# Lê Nam Phong
Lê Nam Phong (1927-2022) là một sĩ quan cấp cao trong Quân đội nhân dân Việt Nam, hàm Trung tướng, nguyên Sư trưởng sư 7 Quân đoàn 4, Tư lệnh Quân đoàn 1, Tham mưu trưởng Quân đoàn 4, Hiệu trưởng trường Sĩ quan lục quân 2.

## Thân thế
Ông tên thật là Lê Hoàng Thống, sinh ngày 19 tháng 5 năm 1927 tại Quỳnh Hoa, Quỳnh Lưu, Nghệ An, trong một gia đình nông dân nghèo.
Năm 16 tuổi, ông tham gia làm liên lạc cho tổ chức Việt Minh bí mật trong vùng.

## Sự nghiệp
Năm 1968, ông là Tham mưu trưởng Sư đoàn 7, Quân đoàn 4
Năm 1973, ông là Sư đoàn trưởng Sư đoàn 7, Quân đoàn 4
Năm 1979, ông là Tư lệnh Quân đoàn 1
Năm 1983, ông là Phó Tư lệnh kiêm Tham mưu trưởng Quân đoàn 4
Năm 1987, ông là Hiệu trưởng trường Sĩ quan lục quân 2
Năm 1997, ông nghỉ hưu.
Ông mất ngày 26 tháng 3 năm 2022 hưởng thọ 94 tuổi. Không lâu trước sinh nhật lần thứ 95 tuổi của ông.

## Quân hàm
Thiếu tướng (1984), Trung tướng (1988)

## Tặng thưởng
- Huy hiệu 75 năm tuổi Đảng[46][47][48]